# Pieve di Galliano
La pieve di Galliano o pieve di San Vincenzo di Galliano o pieve di Cantù (in latino Plebis Gallianesis) era il nome di un'antica pieve dell'Arcidiocesi di Milano e del Ducato di Milano con capoluogo Cantù, sebbene l'intestazione si riferisse allo specifico quartiere di Galliano.
Il più antico patrono è stato San Vincenzo a cui è ancora oggi dedicata la chiesa non più prepositurale di Galliano, mentre successivamente la titolazione passò a san Paolo.

## Storia

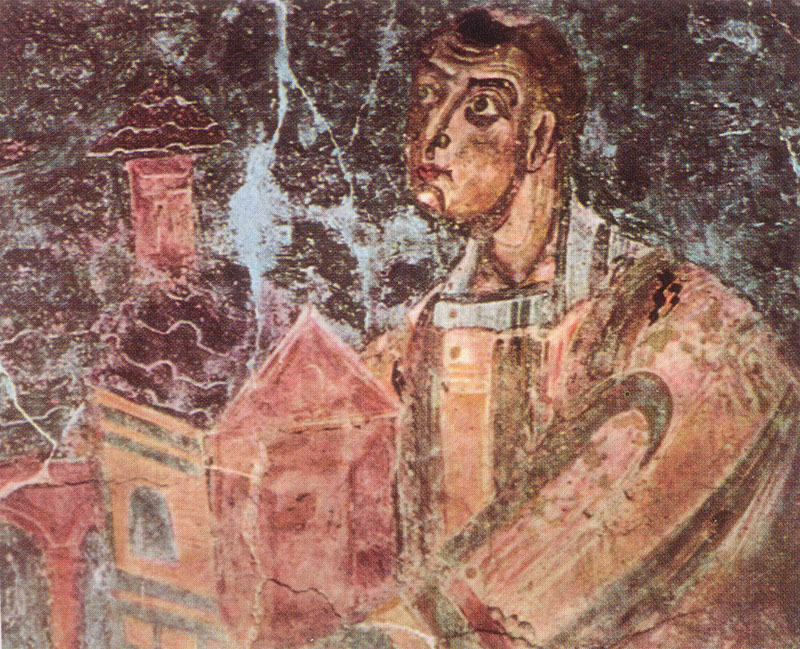
Ariberto da Intimiano offre il modello della chiesa

Dal punto di vista religioso, le più antiche attestazioni di un'organizzazione plebana del clero di Galliano sono alcune epigrafi datate tra la seconda metà del V secolo e la prima del successivo.
Nel X secolo si iniziò a ricostruire la basilica di Galliano: a questo periodo risalgono le navate su cui Ariberto da Intimiano, intorno al 1000, fece innestare l'abside e la cripta. La Basilica fu riconsacrata da Ariberto, allora suddiacono e custode del sacro edificio: probabilmente ne era il proprietario per tradizione familiare, tanto che una riprova sarebbero le epigrafi graffite sotto gli affreschi dell'abside che ricordano la morte del padre, del fratello e del nipote. Divenuta chiesa pievana e sede del Capitolo dei Canonici, per alcuni secoli la basilica di San Vincenzo godette particolare affetto tra i Canturini che donarono terreni ed altre proprietà: il lascito più antico risale al 1284. La località di Galliano a quel tempo non era che un minuscolo villaggio campestre distinto da quello di Cantù, ma la basilica fu sufficiente per fornirgli un potere di influenza su un vasto circondario territoriale, stante il ruolo nettamente predominante della Chiesa cattolica nel Medioevo. Nel 1398, la pieve di Cantù era retta da un collegio di venti canonici.

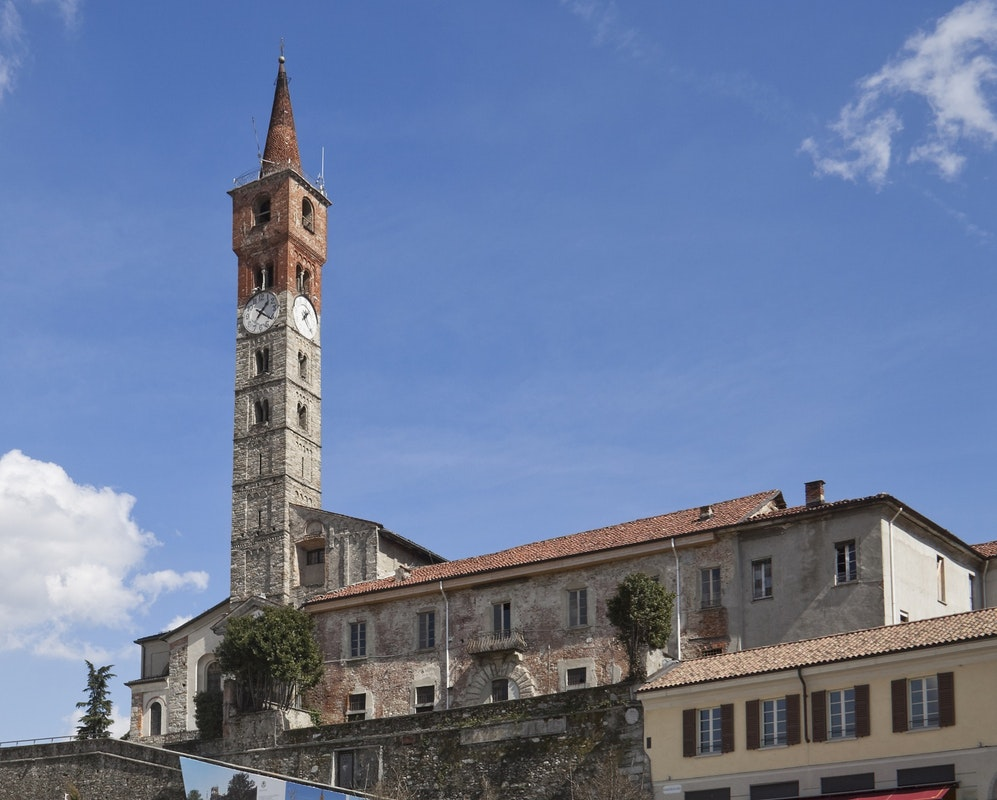
La prepositurale di Cantù

Col Rinascimento la pieve assunse anche una funzione amministrativa civile come ripartizione locale della Provincia del Ducato di Milano, al fine di ripartire i carichi fiscali e provvedere all'amministrazione della giustizia. Tuttavia, sebbene la titolazione civile rimase sempre in capo a Galliano, la centrale amministrativa non poté che divenire il borgo di Cantù, nel cui territorio Galliano era ricompresa non essendo mai riuscita per dimensioni a sviluppare un proprio governo municipale.
Nel frattempo la pieve religiosa non fu esente da stravolgimenti: nel 1584 il capitolo ed il prevosto si trasferirono presso la basilica di San Paolo di Cantù, dopo che san Carlo Borromeo, arcivescovo di Milano dal 1560 al 1584, trovò la basilica e le case canonicali in condizioni di semiabbandono e decise quindi lo spostamento (o 1582). Per molti secoli la nuova pieve continuò ad essere chiamata "pieve di Galliano", il nome di pieve di Cantù affermandosi solo in alcuni ambiti ecclesiastici.
Dal punto di vista civile, la pieve amministrativa fu soppressa nel 1797 in seguito all'invasione di Napoleone e alla conseguente introduzione di un effimero distretto che fu tuttavia il primo episodio di conversione comasca del territorio.
La pieve religiosa resistette poi sino al 1972 quando, assieme a tutte le altre pievi lombarde, venne soppressa dai decreti del cardinale Giovanni Colombo, il quale istituì i moderni decanati di cui anche Cantù divenne sede.

## Territorio
Nella seconda metà del XVIII secolo, il territorio della pieve era così suddiviso:
| Pieve civile         | Pieve ecclesiastica di Cantù |
| Comune di Cantù      | Parrocchia prepositurale di San Paolo Parrocchia dei Santi Michele e Biagio Parrocchia dei Santi Pietro e Paolo in Vighizzolo Parrocchia di San Teodoro |
| Comune di Alzate     | Parrocchia di San Pietro e Paolo apostoli |
| Comune di Carimate   | Parrocchia di San Giorgio e Maria Immacolata Parrocchia della Beata Vergine Assunta in Montesolaro                                                      |
| Comune di Cucciago   | Parrocchia di Santi Gervaso e Protaso |
| Comune di Figino     | Parrocchia di San Michele Arcangelo |
| Comune di Intimiano  | Parrocchia di San Leonardo confessore |
| Comune di Montorfano | Parrocchia di San Giovanni evangelista |
| Comune di Novedrate  | Parrocchia dei Santi Donato e Carpoforo |